# Hemileuca hualapai
Hemileuca hualapai is een vlinder uit de onderfamilie Hemileucinae van de familie nachtpauwogen (Saturniidae).
De wetenschappelijke naam van de soort is voor het eerst geldig gepubliceerd door Berthold Neumögen in 1882.